# جوش بروكس
جوش بروكس (بالإنجليزية: Josh Brookes)‏ مواليد 28 أبريل 1983 في سيدني، هو متسابق دراجات نارية أسترالي. نافس في بطولة العالم للسوبربايك وكأس جزيرة مان السياحية وبطولة العالم للسوبرسبورت.

## روابط خارجية
- جوش بروكس على موقع WorldSBK.com (الإنجليزية)